# Mercedes-Benz F 800 Style
La Mercedes-Benz F 800 Style est un concept car de Mercedes-Benz présenté au Salon international de l'automobile de Genève 2010.

## Technologie d'entraînement

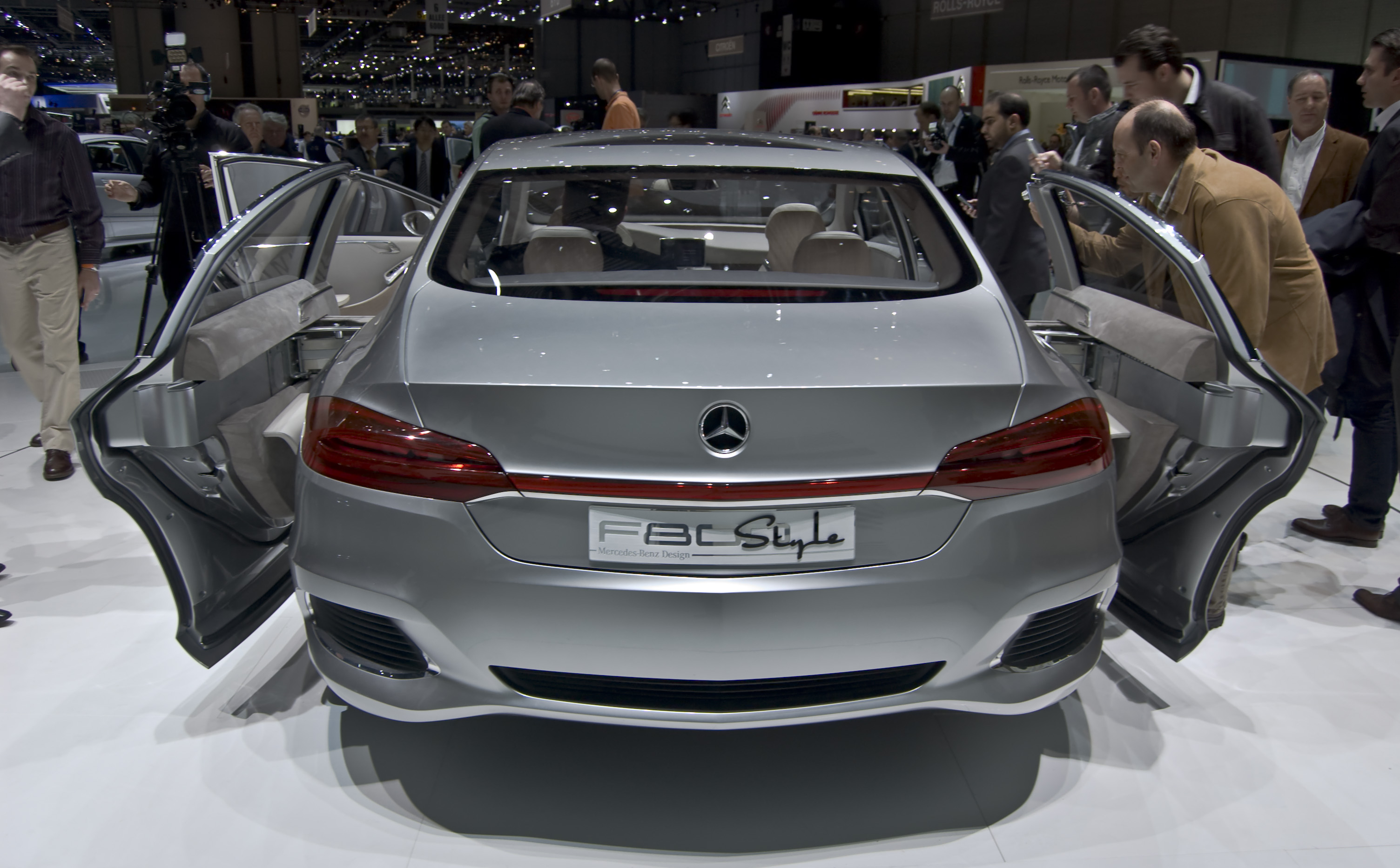
Vue arrière

Le véhicule était présenté à la fois en tant qu'automobile hybride et véhicule à pile à combustible. Les deux types d'entraînement peuvent être mis en œuvre à l'aide de la plate-forme modulaire de la F 800.
La variante hybride a une puissance totale de 300 kW (409 ch), dont 220 kW proviennent du moteur essence V6 de 3,5 litres à injection directe et les 80 kW restants proviennent du moteur électrique. La vitesse de pointe est électroniquement limitée à 250 km/h. La F 800 boucle le sprint de 0 à 100 km/h en 4,8 secondes. L'autonomie électrique est de 30 km; Une batterie lithium-ion est utilisée en tant que batterie haute tension sous la banquette arrière.
La consommation est de 2,9 litres d'essence super aux 100 kilomètres. Le véhicule à pile à combustible est équipé d'un moteur électrique d'une puissance de 100 kW.

## Équipement
Le soi-disant DISTRONIC PLUS propose un assistant de conduite dans les embouteillages qui suit automatiquement le véhicule qui précède jusqu'à 40 km/h sans que le conducteur ait à diriger le véhicule ou à accélérer lui-même.